# مرداد ۱۳۸۹
مردادماه ۱۳۸۹ پنجمین ماه از این سال است.
آغاز آن جمعه: ‎۱ مرداد ۱۳۸۹ (۲۳ ژوئیه ۲۰۱۰) میلادی
مطابق با ۱۱ شعبان ۱۴۳۱ قمری قراردادی می‌باشد.

## ۱ مرداد ۱۳۸۹
- انتقاد محمود احمدی نژاد از رئیس جمهور روسیه

محمود احمدی نژاد ، رئیس جمهوری ایران  با انتقاد از سخنان اخیر دیمیتری مدودف ، رئیس جمهور روسیه درباره برنامه اتمی ایران  ، آن را بخشی از سناریوی آمریکا علیه ایران دانست.بی بی سی فارسی
- فضانورد ایرانی تا سال ۲۰۱۹ پرواز خواهد کرد

دولت ایران اعلام کرد که تا سال ۲۰۱۹ نخستین فضانورد خود را به فضا خواهد فرستاد. محمود احمدی‌نژاد در مصاحبه با شبکه پرس تی‌وی اعلام کرد که به دلیل افزایش فشارهای بین‌المللی، به برنامه پرواز فضانوردان ایرانی اولویت بالاتری داده شده‌است. بی‌بی‌سی
- تیراندازی مرگبار در یک شرکت ایرانی در وین